# Dominik Jędrzejewski
Dominik Jędrzejewski (ur. 4 sierpnia 1886 w Kowalu, zm. 29 sierpnia 1942 w Dachau) – polski duchowny katolicki, męczennik chrześcijański i błogosławiony Kościoła rzymskokatolickiego.

## Życiorys
Był najmłodszym spośród sześciorga dzieci Andrzeja i Katarzyny z Zakrzewskich. Po studiach pedagogicznych w 1906 roku wstąpił do Wyższego Seminarium Duchownego we Włocławku. 18 czerwca 1911 przyjął święcenia kapłańskie. Został skierowany jako wikariusz do Zadzimia koło Sieradza. Od lipca 1912 roku był wikariuszem w parafii w Poczesnej w dekanacie częstochowskim, a od 1917 roku wikariuszem w parafii Najświętszej Maryi Panny w Kaliszu. Następnie był wikariuszem, kapelanem więziennym (od 1920 roku) i prefektem w gimnazjum w Turku (od 1919). Prowadził tam działalność charytatywną, najwięcej jednak uwagi poświęcał pracy z młodzieżą. Po przebyciu ciężkiej operacji został przeniesiony do Gosławic (obecnie dzielnica Konina), gdzie objął funkcję proboszcza tamtejszej parafii oraz kapelan tamtejszej Policji Municypalnej.
Po wybuchu II wojny światowej został aresztowany (26 sierpnia 1940) i trafił do obozu przejściowego w Szczeglinie (powiat mogileński), a następnie do niemieckiego obozu koncentracyjnego Sachsenhausen (KL) i zarejestrowany jako numer 29935. Ostatnim etapem jego życia okazał się obóz Dachau, gdzie trafił 14 grudnia tegoż roku jako więzień numer 22813. Odmówił zrzeczenia się kapłaństwa dla odzyskania wolności i zmarł zamęczony wycieńczająca pracą.
Według relacji świadków jego ostatnim przesłaniem były wypowiedziane do biskupa Franciszka Korszyńskiego słowa:

Jak ksiądz wyjdzie z obozu, proszę pojechać do Gosławic i powiedzieć moim parafianom, że ja swoje życie ofiaruję za nich.

Beatyfikowany przez papieża Jana Pawła II w Warszawie 13 czerwca 1999 w grupie 108 polskich męczenników.

## Upamiętnienie
Od 2006 roku Dominik Jędrzejewski jest duchowym patronem miasta Kowal. Od 2000 roku jest on patronem straży gminnej.
Jego wspomnienie liturgiczne obchodzone jest na świecie w dzienną pamiątkę śmierci. Kościół katolicki w Polsce wspomina bł. Dominika w grupie 108 męczenników 12 czerwca.
Uchwałą Rady Miejskiej Turku nr XXX/321/01 z dnia 26 czerwca 2001 r. został honorowym obywatelem Turku.